# Louis Kreitmann (général)
Pour les articles homonymes, voir Kreitmann.
Louis Kreitmann, né le 5 avril 1851 à Strasbourg et mort le 29 octobre 1914 à Publier est un général français, père de l'ingénieur des Eaux et Forêts Louis Kreitmann (1884-1939). Il participa à la mission militaire française au Japon entre 1875 et 1878. Commandeur de la Légion d'honneur et capitaine de génie durant de nombreuses années, il sera ensuite général et commandera l'École polytechnique (dont il sortit diplômé en 1872) entre 1908 et 1911.

## Biographie

### Carrière militaire
Fils de Jean-Louis Kreitmann (1824-1886), fabricant de papier peint, juge au tribunal de commerce, et de Adèle Klotz (1833-1909), Louis Kreitmann sort de l'École polytechnique en 1872 ainsi que de l'École d'application de l'artillerie et du génie en 1874. Il est ensuite envoyé au Japon le 26 octobre 1875 comme instructeur à l'École des cadres de l'armée japonaise, où il est nommé capitaine le 27 octobre 1877.
De retour en France en 1878, il est affecté au 3e régiment du génie, à Lille le 22 novembre 1878, puis à Nancy le 17 août 1880. Il est ensuite aide de camp du général Coste à Marseille à partir du 22 avril 1881, puis le 22 août 1882, il est nommé à Paris au 3e bureau de l'état-major du ministre de la Guerre. Louis Kreitmann est ensuite envoyé au Tonkin le 17 avril 1885, comme adjoint au commandant du génie du corps expéditionnaire, et revient en France le 29 juillet 1886 où il devient adjoint au commandant de l'École du génie à Grenoble dès le 1er février 1887.
Quelques années plus tard, Louis Kreitmann devient chef du génie à Lyon le 8 janvier 1891 et chef de bataillon le 10 juillet 1892. À partir du 15 mai 1893, il est commandant du 7e bataillon du 4e régiment du génie à Besançon où il est également nommé chef du génie le 9 juin 1897. C'est le 30 décembre 1900 qu'il devient lieutenant-colonel et entre en service au 1er régiment du génie à Versailles entre le 27 janvier 1901 et le 30 avril 1903. Puis à partir du 1er mai 1903, Louis Kreitmann devient directeur du génie à Nice puis commandant en second de l'École d'application de l'artillerie et du génie à Fontainebleau le 16 décembre 1903. Il devient colonel le 30 mars 1904 puis commandant de l'École polytechnique à partir du 13 février 1908 jusqu'au 11 août 1911, date à laquelle il devient membre du comité du génie. Entretemps, il est nommé général de brigade le 11 juillet 1908. C'est à partir du 1er octobre 1911 qu'il commande le génie de la vingtième région militaire de Nancy. Le 22 mai 1912, il est placé sur sa demande par anticipation pour convenances personnelles dans la section de réserve.
Le 31 mai 1912, Louis Kreitmann devient commandeur de la Légion d'honneur. Il fut aussi chevalier de l'ordre du Soleil levant du Japon (5e classe le 19 mai 1879, 4e classe le 28 janvier 1901), officier d'Académie le 14 juillet 1882, chevalier de l'Ordre du Dragon d'Annam le 7 juillet 1888, officier de l'ordre royal du Cambodge le 14 janvier 1893, commandeur de l'ordre de l'Épée de Suède et de Norvège le 1er mai 1902. Louis Kreitmann obtint également la décoration de 2e classe de l'ordre de Saint-Stanislas de Russie le 19 mai 1908 et la décoration de 3e classe de l'ordre du Mérite militaire d'Espagne le 9 octobre 1908. Il fut aussi décoré des titres d'officier de l'Instruction publique le 10 janvier 1910 et de commandeur de l'ordre de Léopold de Belgique le 12 juillet 1910.

### Mariage
Il épousa en 1879 Catherine (Kate) Blanc (1853-1930), fille du baron Jules Blanc (1820-1911),. Ils auront trois enfants ; leur fils Louis Kreitmann (1884-1939) deviendra inspecteur principal des Eaux et Forêts à Thonon-les-Bains.

### Musée historique de Strasbourg
C'est en 1992 qu'une cérémonie sera organisée au musée historique de Strasbourg pour y déposer, à la demande de M. Kieffer, une vingtaine de pièces d'habillement, de la grande tenue à la petite tenue de général, avec son tricorne dans sa boite, ses vareuses, ses gants blancs, ses pantalons noirs à rayures rouges, et plusieurs vestes à très belles passementeries sur les manches.
Lorsqu'en 1885 Louis Kreitmann sert au Tonkin dans le nord Viet Nam alors protectorat français, il se lie d'amitié avec Joffre, alors capitaine. Il se liera aussi d'amitié avec le colonel Galliéni. C'est d'ailleurs le général Joffre qui sera pendant trois ans le correspondant de son fils Louis Kreitmann (1884-1939), lorsque ce dernier sera reçu à l'Institut agronomique de Paris. Parmi les objets du général Kreitmann triés pour le musée historique de Strasbourg, se trouvait un portrait du Maréchal Joffre offert par lui-même le 23 juin 1907 à Louis Kreitmann, alors colonel et portant la dédicace « À mon cher Kreitmann, témoignage d'une sincère et fidèle amitié ». Ce portrait lui fut offert à l'occasion de la naissance de son premier petit-fils. Le maréchal Joffre sera également témoin au mariage de l'une des petites-filles du général Louis Kreitmann, le 12 septembre 1929 à Publier.
Par ailleurs, de nombreux ouvrages, japonais et français reprennent la collection de photos prises par Louis Kreitmann lors de sa mission au Japon, photos qui font parfois l'objet d'expositions notamment au musée national de Kyoto au Japon.

## Dans la même famille
- Son fils, Louis Kreitmann